# Balanus ecuadoricus
Balanus ecuadoricus is een zeepokkensoort uit de familie van de Balanidae. De wetenschappelijke naam van de soort is voor het eerst geldig gepubliceerd in 1951 door Pilsbry & Olson.